# Carbon/Silicon
I Carbon/Silicon sono un supergruppo garage rock inglese formato nel 2003 da Mick Jones (ex chitarrista/cantante dei Clash) e Tony James (ex Generation X).

## Storia
Formatisi nel 2003, i Carbon/Silicon hanno come obiettivo quello di rompere il tradizionale approccio al rock'n'roll. Infatti il gruppo (dal suono molto simile a quello dei primi lavori dell'altro gruppo in cui militò Mick Jones, i Big Audio Dynamite) fa largo uso di samples sia nei lavori in studio che nelle esibizioni dal vivo. Il gruppo è inoltre orientato principalmente alla diffusione della sua produzione attraverso la rete Internet ed i software peer to peer. Il primo pezzo scritto dai due si intitolava infatti MPFree, nel quale esprimono la loro disponibilità ad utilizzare la tecnologia internet e del file sharing nell'interesse della diffusione della loro musica, a discapito dei profitti. Il gruppo realizza quindi diversi bootleg registrati dal vivo e registrazioni in studio, disponibili per il download libero dal loro sito ufficiale e dal fansite carbonsilicon.info.
Il gruppo ha realizzato quattro demo CD (Sample This, Peace, Dope Factory Boogie, The Grand Delusion e The Homecoming) e tre CD ufficiali (Value What is Necessary, Lose What is Not, Global War on Culture and The News). Tutte le tracce sono disponibili per il download dal fansite in formato MP3. Il primo album ufficiale dal titolo A.T.O.M (A Twist of Modern) è stato pubblicato sul sito ufficiale il 28 luglio 2006, mentre il secondo album ufficiale, Western Front, è disponibile dal 14 ottobre 2006, e include delle versioni ri-registrate dei primi pezzi scritti dal gruppo.
Nell'ottobre 2007 è uscito il loro nuovo album, The Last Post.

## Formazione

### Formazione attuale
- Mick Jones - voce, chitarra solista (2002 - presente)
- Tony James - chitarra (2002 - presente)
- Dominic Greensmith - batteria, percussioni (2007 - presente)
- Jesse Wood - basso (2010 - presente)

### Ex componenti
- William Blake - basso (2004 - 2005)
- Danny The Red - batteria (2004 - 2005)
- Leo "Eazykill" Williams - basso (2007 - 2010)

## Discografia

### Demo
- 2003 - Sample This, Peace
- 2003 - Dope Factory Boogie
- 2004 - The Grand Delusion
- 2004 - The Homecoming

### Album ed EP in formato digitale
- 2006 - Value What Is Necessary
  - EP in formato digitale.
- 2006 - The Global War On Culture
  - EP in formato digitale.
- 2006 - Experimental!
  - EP in formato digitale.
- 2006 - Oil Well
  - EP in formato digitale.
- 2006 - A.T.O.M
  - Album in formato digitale.
- 2006 - The Magic Suitecase
  - EP in formato digitale.
- 2006 - The Gangs Of England
  - EP in formato digitale.
- 2006 - Why Do Men Fight
  - EP in formato digitale.
- 2006 - Western Front
  - Album in formato digitale.
- 2007 - The Crackup Suite
  - Album in formato digitale.
- 2009 - The Carbon Bubble
  - Album in formato digitale.

### EP
- 2007 - The News
  - #59 UK Singles Chart.
- 2007 - The Magic Suitecase
  - #7 UK Indie Chart.

### Album studio
- 2007 - The Last Post

### Live
- 2007 - Carbon Casino

### Singoli
- 2006 - The News
- 2008 - Why Do Men Fight